# Boophis mandraka
Espèce
Statut de conservation UICN

 DD  : Données insuffisantes
Boophis mandraka est une espèce de grenouille de la famille des Mantellidae.

## Répartition
Cette espèce est endémique de Madagascar. Elle se rencontre dans le centre-Est de l'île.

## Description
Boophis mandraka mesure de 21 à 26 mm pour les mâles, la taille des femelles n'est pas connue. Son dos est vert brillant avec des taches brunes clairsemées et parfois quelques larges taches jaunes. Son ventre est vert pâle. Les mâles ont un seul sac vocal.

## Habitat
Cette grenouille préfère les forêts de montagnes humides subtropicales ou tropicales et les rivières.

## Étymologie
Son nom d'espèce lui a été donné en référence au lieu de sa découverte, la vallée de Mandraka.

## Menace
Boophis mandraka est menacé par la perte d'habitat pour l'agriculture, l'extraction du bois, la fabrication de charbon de bois, le pâturage du bétail et l'expansion des établissements humains. 

## Publication originale
- Blommers-Schlösser, 1979 : Biosystematics of the Malagasy frogs II. The genus Boophis (Rhacophoridae). Bijdragen tot de Dierkunde - Contributions to Zoology, vol. 49, p. 261-312.